# Olimpia agli amici
Pour plus de détails, voir Fiche technique et Distribution.
Olimpia agli amici est un film dramatique italien réalisé par Adriano Aprà et sorti en 1970.
Le film est présenté le 24 septembre 1970 en compétition au Festival du film de Locarno.

## Synopsis
Pise, 1942. Marcella, la fille d'Olimpia, souffre de méningisme. Son mari Pierluigi et son frère Daniele tentent de soulager la douleur d'Olimpia face à la perte imminente de l'enfant.

## Fiche technique
- Titre original italien : Olimpia agli amici[2] (litt. « Olympia pour les amis »)
- Réalisation : Adriano Aprà
- Scénario : Adriano Aprà,
- Photographie : Mario Vulpiani
- Montage : Adriano Aprà, Maurizio Ponzi
- Musique : Béla Bartók
- Décors : Luciana Vedovelli Levi
- Sociétés de production : Rai Cinema
- Pays de production :  Italie
- Langues originales : italien
- Format : couleurs
- Genre : drame
- Durée : 80 minutes
- Dates de sortie : 
  - Italie : 24 septembre 1970[1]

## Distribution
- Pierluigi Aprà : Pierluigi
- Olimpia Carlisi : Olimpia
- Daniele Dublino Daniele
- Maria Pia De Cenzo : Maria
- Mirella Pellegrini : Marcella
- Toto Scarpellini